# J. J. Eubanks
John Hugh "J. J." Eubanks (Louisville, Kentucky, 13 de noviembre de 1968) es un exbaloncestista estadounidense. Con 1,98 metros de altura, alternaba entre las posiciones de escolta y alero, destacándose siempre en su papel de anotador. Actuó profesionalmente en ligas menores de su país, compitiendo también en torneos en Europa, Oriente Medio, Extremo Oriente y Latinoamérica.

## Trayectoria

### Universidad
Eubanks asistió al Sullivan College of Technology and Design de Louisville, Kentucky, donde jugó al baloncesto con el equipo de la institución en los campeonatos organizados por la NJCAA. 
En 1989 acordó transferirse a la Universidad Marshall, para incorporarse al Thundering Herd; sin embargo un cambio de entrenador en su nuevo equipo lo motivó a buscar un nuevo destino. Arribó de ese modo a la Universidad Estatal de Tennessee, donde, luego de un año de inactividad al ser nominado como redshirt, pudo jugar con los Tigers en la Ohio Valley Conference de la División I de la NCAA.
En su única temporada en el equipo promedió 24,2 puntos y 6,7 rebotes por partido en 19 encuentros.

### Profesionalismo

#### Entre Norteamérica y Europa
Se presentó al Draft de la NBA de 1991, pero no fue seleccionado por ninguna franquicia. Aun así optó por jugar profesionalmente. Su primera experiencia fue con los Nashville Stars de la World Basketball League, donde terminó reconocido como el Novato del Año. Luego pasaría a la Global Basketball Association, donde jugaría para los Music City Jammers y los Louisville Shooters.
Tuvo en el verano de 1992 su primera experiencia fuera de su país al ser fichado por el Basket Rimini de la máxima categoría del baloncesto profesional italiano, pero sólo jugó 4 partidos oficiales antes de lesionarse en octubre de ese año. 
Reapareció en la primavera de 1993 para disputar la temporada inaugural de la National Basketball League de Canadá, actuando con los equipos Halifax Windjammers y Winnipeg Thunder. Tras ello, volvió a migrar a Europa para jugar en la A2 Ethniki con el Sporting Atenas, pero esa experiencia resultó breve. 

#### Asia
Tras probar suerte en la Continental Basketball Association -con los Tri-City Chinook y el Rockford Lightning-, y asistir a un campo de entrenamiento de los Indiana Pacers, Eubanks decidió dejar su país una vez más. Esta vez su destino fue Israel, donde se uniría al Maccabi Ramat Gan, equipo que militaba en la máxima categoría local. Allí terminaría la temporada consagrándose como el mayor anotador del torneo, habiendo registrado el récord de 101 puntos contra el Beitar Ramat Gan la noche del 9 de octubre de 1994 (en un partido en el que sus rivales alinearon una formación de jugadores juveniles con escasa o ninguna experiencia profesional). En la siguiente temporada fue fichado por el Hapoel Eilat. 
Tras dos años en Israel, partió hacia Japón donde formaría parte de los Toyota Motors Pacers.

#### Latinoamérica
En 1998 fue contratado por Estudiantes de Olavarría de la Liga Nacional de Básquet de Argentina. Luego de una muy buena temporada en la que terminó como goleador del torneo, los Gallitos de Isabela del Baloncesto Superior Nacional de Puerto Rico lo ficharon como refuerzo, sin embargo retornó a la Argentina sin haber jugado un partido en la isla. En su segunda temporada con los olvarrienses volvió a convertirse en el máximo anotador de la liga, además de obtener el título local y ser reconocido como el Mejor Extranjero de la Liga Nacional de Básquet.
Tuvo un paso por los Cocodrilos de Caracas de la Liga Profesional de Baloncesto de Venezuela antes de unirse a Atenas, pero dejó el equipo a mitad de temporada.
Jugó el primer semestre de 2001 en el baloncesto chipriota como miembro del AEL Limassol BC, retornando a Atenas para la temporada 2001-02 de la LNB, pero dejó el equipo tras jugar 16 partidos.

#### Retorno a Italia
Eubanks fue fichado por el Viola Reggio Calabria en diciembre de 2001. En ese equipo jugaría hasta su retiro en 2004, destacándose, una vez más, por su capacidad goleadora.